# Turkuaz Airlines

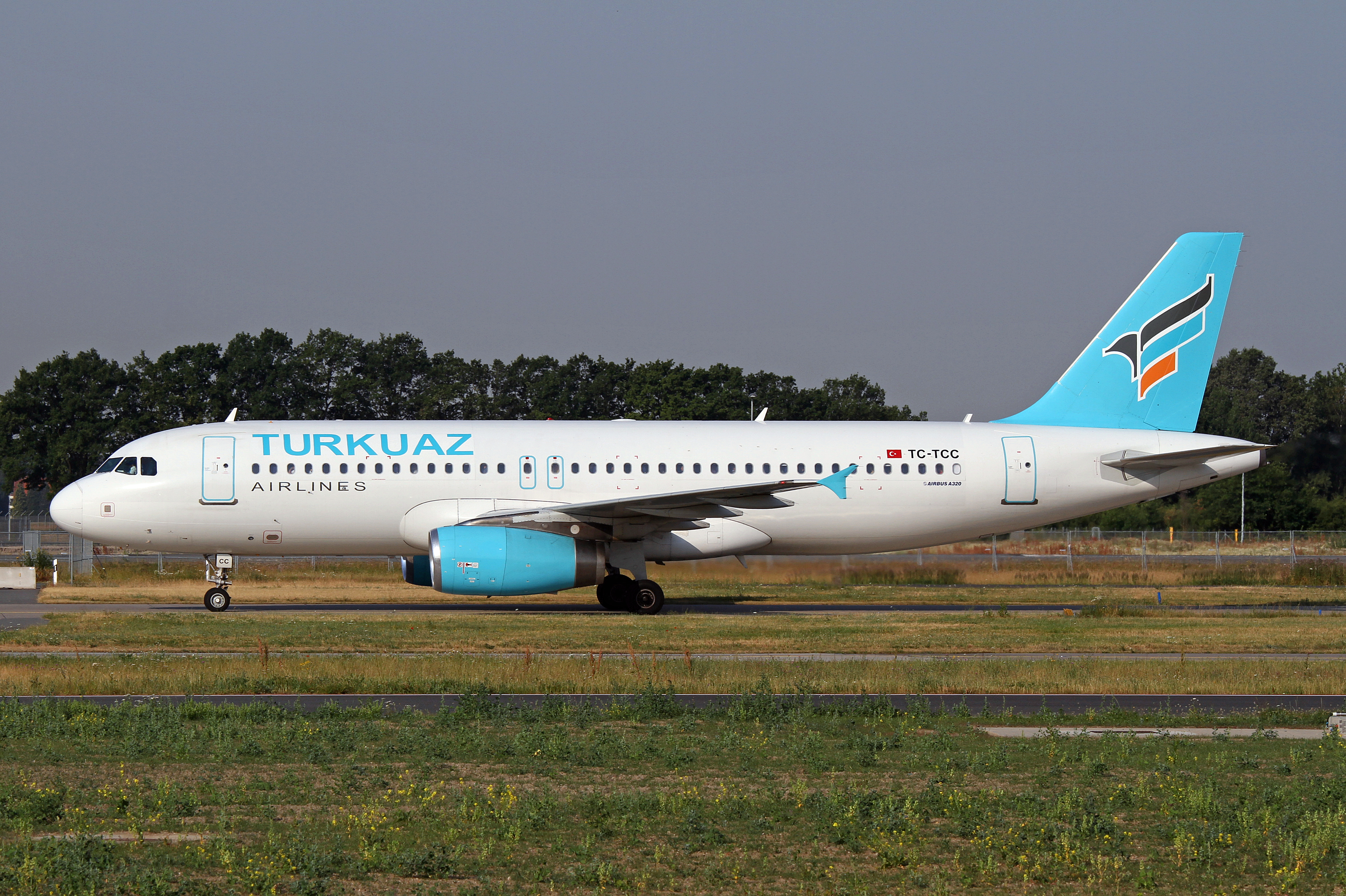
Самолёт Airbus A320 (TC-TCC

Turkuaz Airlines — турецкая авиакомпания занимавшаяся чартерными пассажирскими перевозками с 2008 по 2010 год. Базовый аэропорт авиакомпании — Стамбульский аэропорт имени Ататюрка.
В декабре 2008 года авиакомпания начала выполнять чартерные рейсы на двух самолётах Airbus A320.
Turkuaz Airlines, предлагая полёты на отпуск в Турцию, преимущественно была нацелена на немецкий рынок. На борту самолётов предоставлялись немецкоязычные журналы, кейтеринг обеспечивала LSG Sky Chefs, дочерняя компания Lufthansa. Туроператоры Thomas Cook Group и TUI активно сотрудничали с Turkuaz Airlines.
В начале сентября 2010 года авиакомпания отменила свои рейсы в Германию.
В декабре 2010 авиакомпания прекратила свою деятельность.

## Флот
Флот авиакомпании состоял из 6 самолётов: 3 Airbus A320 и 3 Airbus A321.

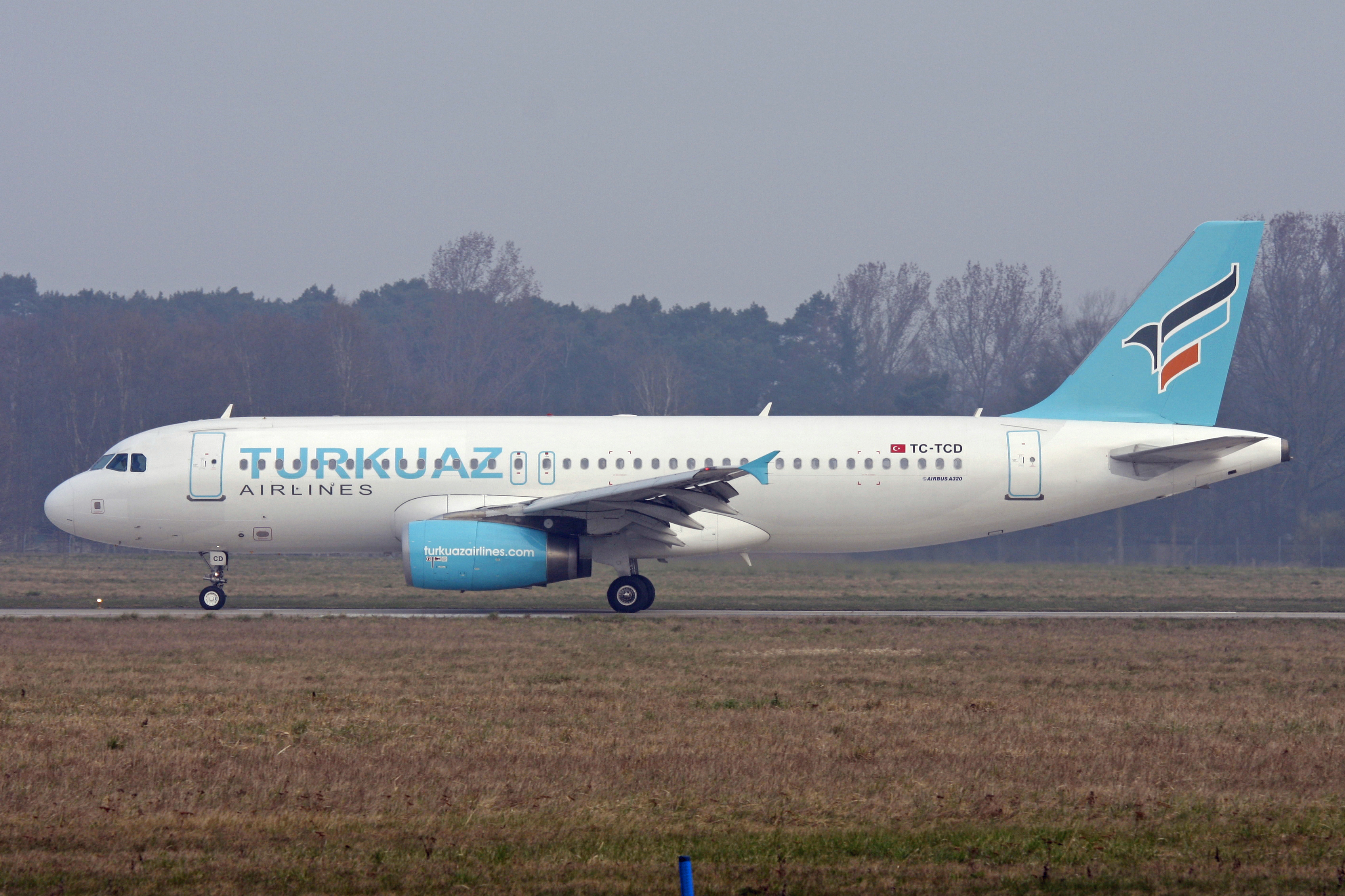
Самолёт Airbus A320 (TC-TCD) в аэропорту Ганновера в апреле 2009
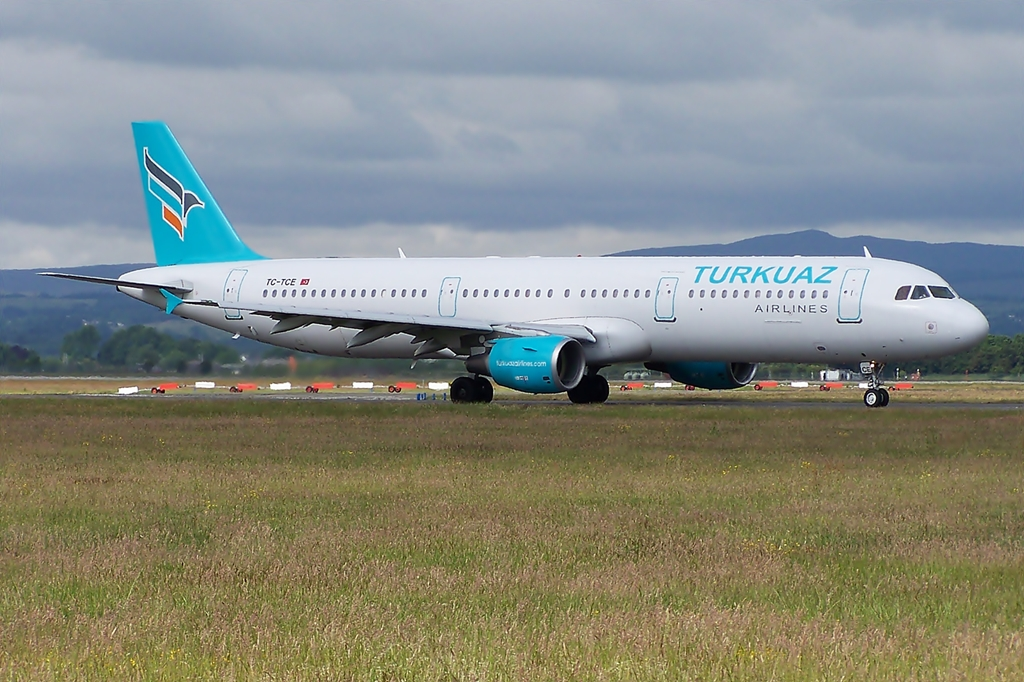
Самолёт Airbus A321 (TC-TCE) в аэропорту Глазго в марте 2010 года

Ещё два самолёта A320 Turkuaz Airlines брала в аренду в августе 2010 года для регулярных внутренних рейсов, но уже в ноябре самолёты вернулись владельцу.